# Asociación Polaca de Hispanistas

La Asociación Polaca de Hispanistas (en polaco: Polskie Stowarzyszenie Hispanistów) (PSH),  es una organización fundada en 1985 en Varsovia, Polonia, dedicada al estudio de la lengua y de la literatura española, como también a la formación de profesores universitarios y la enseñanza de los aspectos hispánicos y del resto de las lenguas, literaturas y civilizaciones de la península ibérica como de España, Portugal y Andorra. España y Polonia, tan lejanos, tienen sin embargo mucho en común en historia y evolución política y cultural. En el siglo X Ibrahim ibn Ya'qub, mercader judío originario de Tortosa, por entonces bajo la dominación musulmana, viajó a los países eslavo-occidentales, tal vez por encargo de los califas. El mercader escribió un relato del viaje del que se conservan tan sólo unos fragmentos y adaptaciones en la obra de al-Bekri. Ibn Jacob, desconocido en España, es uno de los pilares de la historiografía polaca de la Edad Media. La princesa Rica (Rycheza) de Polonia, hija del duque polaco Vladislao II el Desterrado (1138-1146) se casó con Alfonso VII "el Emperador" (1126-1157), Rey de Castilla, León y Galicia al morir su primera mujer; por otra parte, más de un centenar de polacos peregrinaron a Santiago de Compostela en la Edad Media; conocemos los nombres de Jakub Cztan, Franciszek de Szubin y Klemens de Moskorzewo. Polonia es uno de los países donde cada año, el español ha tenido mayor crecimiento como lengua extranjera, el español está de moda en el país y un organismo trata de mantener viva esta tendencia allí y en multitud de países es el Instituto Cervantes, al cual representa figuras tan importantes como el escritor colombiano Gabriel García Márquez o el actor y director español Fernando Fernán Gómez.
Su presidente actual es el conocido hispanista, Marek Baran, lingüista de la Universidad de Lodz, reconocido especialista internacional en pragmalingüística.